# Aluar
ALUAR Aluminio Argentino S.A.I.C. es la única empresa productora de aluminio primario en Argentina y una de las más importantes de Sudamérica, con una producción anual de 460.000 toneladas. Las acciones de Aluar se cotizan en la Bolsa de Comercio de Buenos Aires. Su principal fuente de ingresos deriva de las operaciones de exportación, que totalizan poco menos del 70 % de la actividad comercial, en tanto que abastece prácticamente la totalidad de la demanda de aluminio primario de Argentina.
La energía eléctrica utilizada en Aluar en el proceso de producción del aluminio primario —uno de los principales insumos de la producción— proviene de distintas fuentes; una de ellas es la central hidroeléctrica propia, localizada en las cercanías de Trevelin, Provincia del Chubut (Central Hidroeléctrica Futaleufú), con una capacidad instalada de 472 MW.
Los estados contables de Aluar Aluminio Argentino S.A.I.C. se consolidan con los estados contables de las sociedades controladas Hidroeléctrica Futaleufú S.A. e Infa S.A. El porcentaje de participación de ALUAR Aluminio Argentino SAIC, en el capital y en los votos de Hidroeléctrica Futaleufú S.A., asciende al 60,20 %, mientras que en Infa S.A., asciende al 80 % en los votos y al 99,74 % en el capital.

## Historia

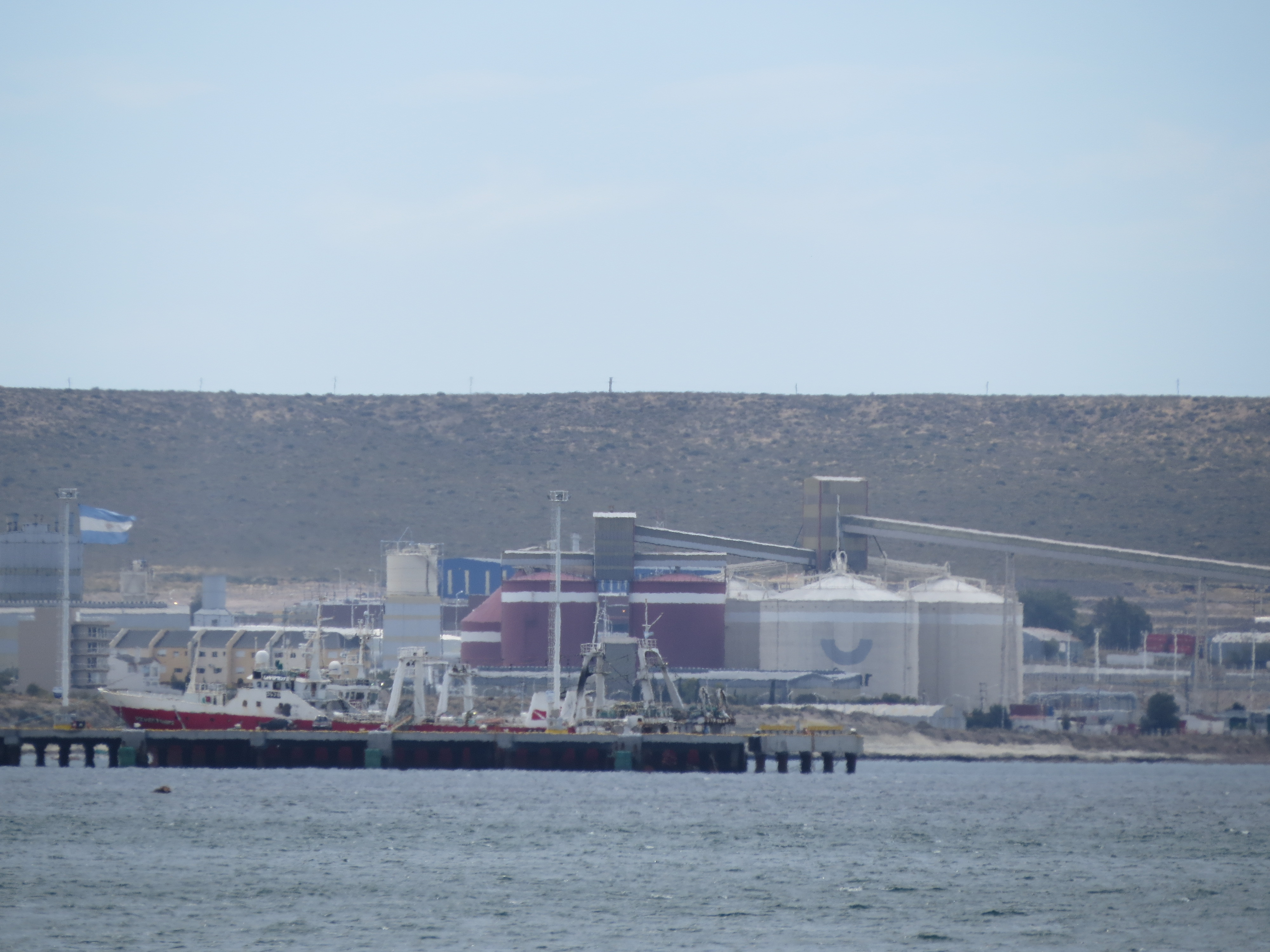
Planta de Puerto Madryn.

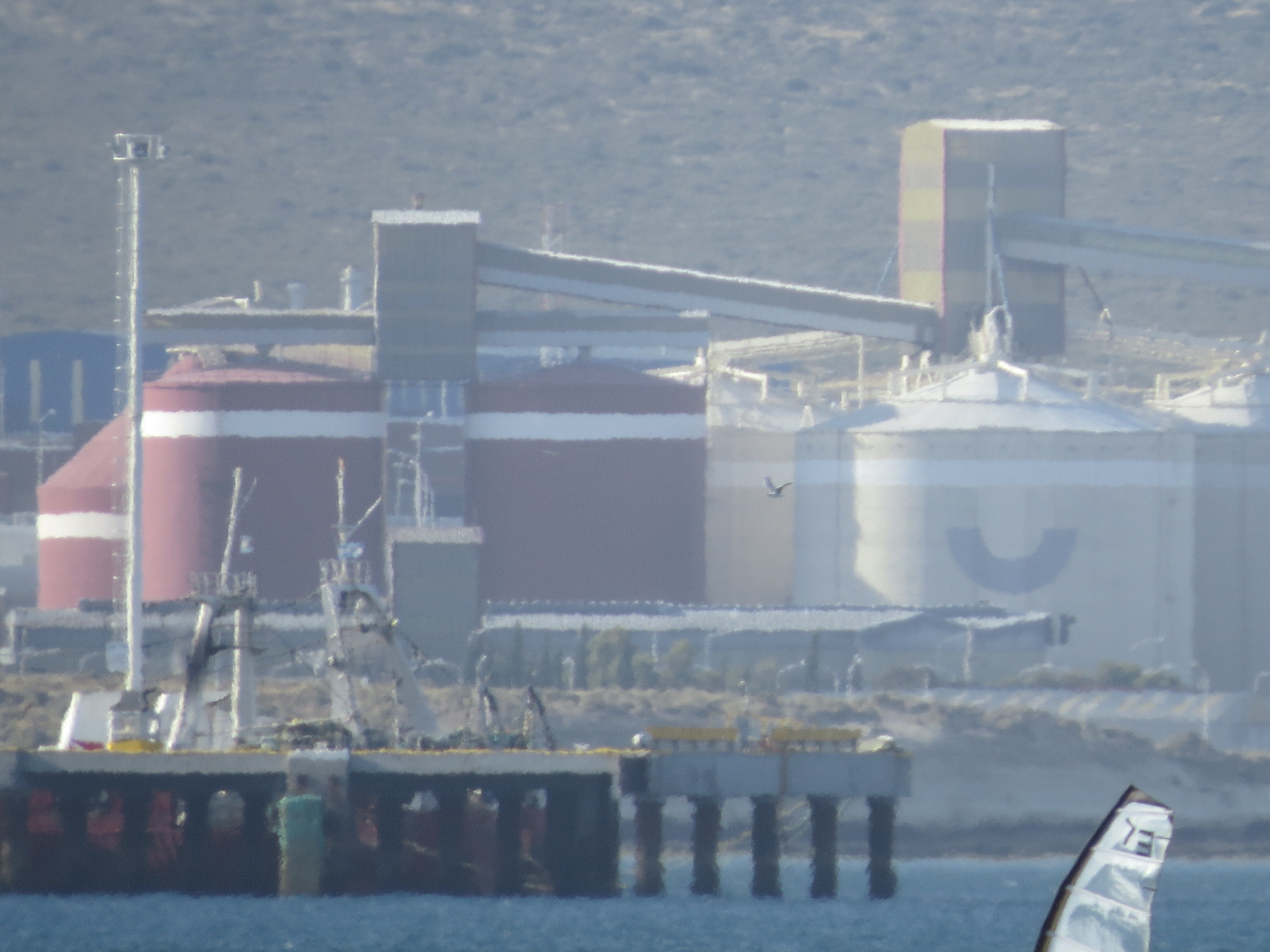
Detalle de las edificaciones.

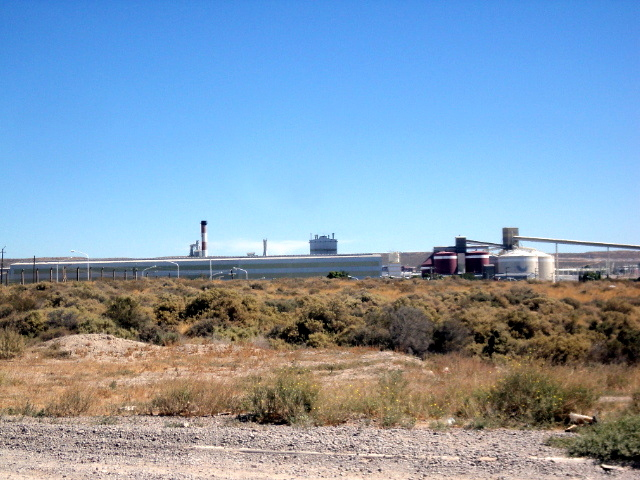
Edificaciones de Aluar.

El 10 de julio de 1969 el Poder Ejecutivo argentino (Decreto N.º 3729) aprobó el “Programa de Desarrollo de la Industria del Aluminio” elaborado por la Comisión Permanente de Planeamiento del Desarrollo de los Metales Livianos (COPEDESMEL), organismo que dependía, por aquella época, de la Fuerza Aérea Argentina.
Este programa contemplaba la ejecución de tres obras:
a) una planta productora de aluminio primario, en la ciudad de Puerto Madryn, Provincia del Chubut, que sería realizada por capitales privados y que tendría una capacidad instalada de 140.000 toneladas anuales del metal;
b) una central hidroeléctrica, sobre el río Futaleufú o Grande, próxima a la Cordillera de los Andes, en las cercanías de la ciudad de Trevelin, 500 km al oeste de Puerto Madryn, que proveería en forma permanente unos 270 MW de potencia a la planta de aluminio y que sería construida junto con la línea de transmisión de energía eléctrica, por Agua y Energía Eléctrica Sociedad del Estado;
c) Un puerto de aguas profundas en Puerto Madryn, dentro del Golfo Nuevo que sería construido por el Estado Nacional.
Luego de analizar distintas propuestas realizadas por empresas locales y del exterior, el 6 de abril de 1971 el Poder Ejecutivo Argentino, mediante el Decreto N.º 206 decide adjudicar a Aluar Aluminio Argentino S.A.I.C. la construcción, puesta en marcha y explotación de la planta de aluminio primario. El General Lanusse (presidente de facto) beneficiaría así notablemente al dirigente empresario José Ber Gelbard, quien por su parte apoyaría el Gran Acuerdo Nacional, que buscaba crear las condiciones para una victoria electoral del militar, habiendo además sospechas de sobornos varios a brigadieres. Es así que en agosto del mismo año se celebra entre el Estado Nacional Argentino y la mencionada firma un contrato donde se establecen los derechos y obligaciones de las partes a fin de llevar a cabo el proyecto; dicho contrato fue aprobado por el Decreto N.º 3411/71 y la Ley 19.198. Luego de celebrado el contrato dan comienzo las obras correspondientes y el 27 de julio de 1974 se produce la puesta en marcha de la planta productora de aluminio primario; el 8 de agosto del mismo año se obtiene la primera colada de metal.
En abril de 1978 se produce la puesta en funcionamiento de la Central Hidroeléctrica de Futaleufú y con ello la planta de aluminio comienza el proceso para alcanzar la plena utilización de su capacidad instalada que logra en el año 1981; en los doce meses que terminan en junio de dicho año la producción alcanzó poco más de 139.000 toneladas de aluminio que en su mayor parte (62 %) se destinaron a la exportación.
En el año 1983 Aluar comienza un proceso de integración vertical hacia etapas más avanzadas del ciclo industrial del aluminio, mediante la adquisición del control de Kicsa Industrial y Comercial S.A., empresa dedicada a la laminación y extrusión de aluminio.
En el año 1993 Kicsa se fusiona con su principal competidora, CAMEA S.A., controlada por la empresa de origen canadiense ALCAN Aluminium Ltd. (una de las principales empresas en el sector aluminio a nivel mundial). Se conforma de este modo C & K Aluminio S.A. en la cual Aluar participa con un 50 % del capital con derecho a voto.
En 1994, en el marco del proceso privatizador del sector eléctrico, impulsado por el gobierno argentino, Trelpa S.A. (empresa en la cual Aluar tiene una participación del 40 %), se adjudica el 51 % de las acciones de Transpa S.A., dedicada al servicio público de transporte de energía eléctrica en alta tensión en la Patagonia y propietaria de la línea de 330 kV que conecta la Central Hidroeléctrica de Futaleufú con la planta de aluminio primario. De este modo Aluar avanzó en el proceso integrador, con el objetivo de asegurar el abastecimiento de uno de sus principales insumos, la energía eléctrica. Con igual objetivo y en concurso público internacional, Aluar adquirió el 59 % de las acciones de Hidroeléctrica Futaleufú S.A. (hoy posee el 60,2 %), firma titular de la concesión de la represa y central hidroeléctrica que desde 1978 provee de energía eléctrica a la planta de Puerto Madryn, con una potencia instalada de 472 MW y una generación media de 2900 GWh anuales.
En 1997, luego de un acuerdo con Alcan, las operaciones de C&K S.A. son absorbidas por Aluar y pasan a constituir la División Elaborados con plantas productoras en la localidad de Abasto, Provincia de Buenos Aires y en el barrio de Villa Lugano, en la Ciudad Autónoma de Buenos Aires.
En ese mismo año comienza un proyecto de expansión de la capacidad instalada de la planta de aluminio primario de 72.000 toneladas anuales mediante la instalación de una nueva serie de 144 cubas electrolíticas con tecnología Pechiney; la inversión de este proyecto fue de 340 millones de dólares. Simultáneamente comenzó un proyecto de actualización tecnológica de las demás cubas electrolíticas.
Con la compra de la firma Refinerías Metales Uboldi, ocurrida en 1998, Aluar pudo disponer de instalaciones complementaria a su ampliación, constituyendo la División Semielaborados. En octubre de 1999 finaliza el proceso de puesta en marcha de la ampliación comenzada dos años antes y la capacidad productiva llega a 273.000 toneladas anuales.
En el año 2001, junto a Hidroeléctrica Futaleufú, Aluar participa en el Plan Federal de Transporte de Energía Eléctrica para la construcción de la línea de alta tensión Choele Choel–Puerto Madryn, que queda habilitada en 2006.
En el año 2005 se iniciaron las obras de una nueva ampliación de la capacidad productiva de la Planta en Puerto Madryn que se pusieron en marcha en junio del 2007; este proyecto agregó 137.000 toneladas anuales a la capacidad productiva, llevándola a 410.000 toneladas; según informó la empresa el monto invertido (sin computar el impuesto al valor agregado) alcanzó los 946 millones de dólares. En 2007 ante la presencia de la presidenta Cristina Fernández de Kirchner presidente de Aluar anunció la inversión de otros 400 millones de dólares, para llevar su producción total a 515.000 toneladas en 2009.

## Tecnología
La planta de aluminio primario tiene cuatro líneas de producción;
- Las líneas 1 y 2 están constituidas por 200 cubas de fundición Montecatini P-155.[6]

- La línea 3 está formada por 144 cubas Pechiney AP18.[6]
- La construcción de la primera etapa de la línea 4 fue contratada en el año 2007 y comprende 168 cubas Pechiney AP22, que operarán a una intensidad eléctrica de 220 kA. Esta ampliación permitirá aumentar la producción en 105.000 toneladas anuales. La empresa tiene programado ampliar esta línea a un total de 336 cubas en el futuro.

Aluar posee en su planta equipamiento de generación de energía eléctrica que utiliza gas natural como combustible. En total se disponen de 755 MW, compuestos por dos ciclos combinados de última generación de 585 MW, dos turbinas de gas a ciclo abierto de 40 MW cada una y cuatro turbinas de 22,5 MW. El suministro de gas para las turbinas en condiciones hidrológicas medias, se encuentra asegurado mediante contratos de suministro de largo plazo acordados con productores y con la transportista de gas natural.

## Productos
La producción de aluminio primario comprende la fabricación de lingotes de aleación, tipo «T» y prismáticos, barrotes para extrusión, bobinas de alambrón, placas de laminación, «chanchas» de zincalum y lingotes de aluminio puro.
La división elaborados comprende una planta de extrusión, donde se producen sistemas de carpinterías de aluminio para la construcción, perfiles industriales y barras trefiladas, y una planta de laminación, que produce planchas, chapas y rollos lisos o gofrados y «foil» de aluminio, utilizado en la industria del envase.